# Kim & The Cadillacs
Kim & The Cadillacs fu un complesso musicale multinazionale formatosi nel 1977 in Italia con musicisti britannici, tedeschi e italiani.
Attivo fino a metà anni ottanta, vanta una decina di album (incluse alcune compilation) per Decca e DJM.
La sua produzione musicale si orientò originariamente al rock and roll sullo stile di quello degli anni cinquanta, per poi virare sul pop, genere nel quale la band si esibì come concorrente in gara, in italiano, in manifestazioni canore di largo seguito come il Festivalbar e il Festival di Sanremo.

## Storia
Nata sulle ceneri del complesso britannico The Renegades, giunto in Italia al seguito della british invasion, la band si dedicò ad un repertorio di musica rock revival, ovvero ispirato al rock and roll delle origini ma con aperture al genere di danza del twist (Non Stop Twist, 1982, medley basato su Let's Twist Again di Chubby Checker) e al country con l'impiego di sezione fiati e steel guitar (come in Boogie Woogie Cowboy).
Il nome Kim era quello del cantante dei Renegades, Kim Brown, mentre The Cadillacs era la palese citazione di uno dei principali successi del complesso, appunto il brano rock Cadillac.
La scelta del repertorio, orientato verso il rock and roll delle origini, fu di Kim Brown (2 giugno 1945-11 ottobre 2011), ex cantante dei Renegades insieme a Trutz "Viking" Groth e Mick Webley (anch'egli nella formazione).
Il loro primo successo fu il 45 giri "Rock and Roll Medley" del 1976 che rimase a lungo ai vertici delle classifiche di vendita dei 45 giri.
Nella decina di dischi incisi dalla band non figurano solo cover di brani celebri del rock and roll delle origini ma anche brani originali composti, oltre che da Brown, anche da Trutz Groth, Mick "Neek" Webley, Graham "Jock" Johnson (drums, bongos, typewriter) che furono lanciati anche attraverso apparizioni televisive e concerti svolti in Italia e in altre nazioni europee.
Brown visse per tantissimo tempo in un paese della provincia di Milano, Seggiano di Pioltello, per poi trasferirsi, sino alla sua morte, a Helsinki in Finlandia, e l'ultimo suo CD da solista s'intitola Memories Can Wait.
Parallelamente a quella con la band, Groth invece ha svolto anche attività da solista suonando come one man band con chitarra acustica e armonica a bocca in concerti in folk-club e teatri. In anni recenti, dopo tournée in Finlandia, è tornato in sala di registrazione per un nuovo disco a nome Kim & The Cadillacs e un altro ancora per una reunion con tentativo di rinascita dei Renegades, peraltro non riuscito.

## Componenti
- Michael Richard "Kim" Brown, inglese (voce, basso)
- Mick Webley, inglese (voce, chitarra)
- Trutz "Viking" Groth, tedesco (voce, chitarra, armonica)
- Ettore Vigo (sottofondo vocale, piano elettrico)
- Franco "Dede" Loprevite (batterista già dei Circus 2000, limitatamente ad alcune collaborazioni)
- Charles Stuart (voce, presente sino all'LP "RockNRollers")
- Tito Branca (sassofono, presente sino all'LP "Rock Bottom")
- Attilio Brianzi (sassofono nel primo LP)

## Partecipazioni
- Festival di Sanremo 1979 (ottavo posto con la canzone C'era un'atmosfera, brano composto da Piero Cassano con il testo di Aldo Stellita, componenti dei Matia Bazar)
- Festivalbar 1977
- Festivalbar 1984
- Azzurro 1985
- Un disco per l'estate 1986

## Album
- 1977 - Rock'N'Roll (Ariston Music, AR/LP/12323)
- 1978 - Kim & The Cadillacs (Ariston, AR/LP/12343)
- 1979 - Rock'N'Rollers (Ariston, AR/LP/12357)
- 1980 - Rock Bottom (Ariston, AR/LP/12379)
- 1981 - Cadillac's Corn (Ariston, AR/LP/12393)
- 1982 - Cadillac's Eldorado Dance (Ariston, AR/LP/12396)
- 1982 - Boogie (Ariston, AR/LP/12399)
- 1984 - Size 50 (Ariston, AR/LP/12412) (CD CDOR 9081)
- 1985 - 3x4 On the rocks (Ariston, AR/LP/12421)
- 1986 - 1986 (Fonit Cetra, TLPX 157)
- 1996 - Memories Can Wait (Gala Records, GMCD10961)

## Singoli
45 giri
- 1976 Rock and roll medley (Ariston Music AR/00805)
- 1977 Gerry & the Pipkins / Sha la la la  (Ariston Music AR/00829)
- 1978 Chantilly Lace / Reminiscing (Ariston Music JB/063)
- 1979 C'era un'atmosfera / King Kong blues (Ariston Music JB/070)
- 1979 Stop / I Got A Feeling (Ariston Music AR/00869)
- 1980 I'm Blue (The Gong Gong Song) / Jenny B. Badde (Ariston Music AR/00899)
- 1981 Non Stop Twist / I Love You Baby (Ariston Music AR/00924)
- 1982 Boogie / Down The Loo (Ariston Music AR/00932)
- 1986 Take your time (Fonit Cetra SP1844)